# بروتين 63 المتعلق بالتحول
بروتين 63 المتعلق بالتحول أو ما يُعرف بـ بروتين الورم p63 هو بروتين يوجد في الإنسان، يُشفَّر عبر جين TP63.